# Hatun Rumiyoq
La calle Hatun Rumiyoq o Hatun Rumiyoc (en quechua: hatun rumiyuq '(calle) con la roca grande' ) es una calle ubicada en la zona monumental de la ciudad del Cuzco, Perú. Junto con las calles Almudena, el Puente Almudena, Hospital, San Pedro, Santa Clara, Marqués, Mantas, Triunfo y la Cuesta de San Blas, unen la plazoleta de San Blas con la plazoleta de la Almudena y forman el eje procesional que es el principal eje transversal de la ciudad a la par que se corresponde con los caminos incas que, partiendo del Huacaypata, comunicaban el Antisuyo al noreste y el Contisuyo al sureste. 
La calle es una vía peatonal cuyo borde sureste es el muro inca del que fue el palacio del emperador incaico Inca Roca.
Se desconoce el momento en que se inició la construcción del edificio que hoy es el Palacio Arzobispal del Cuzco pero se entiende que, debido a que tres de sus cuatro muros exteriores son de las principales muestras de arquitectura incaica, este solar debió ser un edificio de primer orden dentro del Cusco antiguo. Asimismo, se conoce que el soberano Inca Roca (cuyo reinado se dio aproximadamente entre 1350 y 1380) construyó su palacio en ese solar. Luego de la conquista del Cuzco y la fundación española de la ciudad, el palacio fue vivienda del primer obispo del Cusco, Vicente de Valverde quien vivió junto con su hermana, María Valverde, esposa del conquistador almagrista Rodrígo de Orgóñez.
Actualmente es una ruina arqueológica en la que se superponen la original construcción de los períodos incaico, colonial y republicano. Los muros están formados por piedras de diorita, y forman parte del actual palacio arzobispal de la ciudad.
Desde 1972 la vía forma parte de la Zona Monumental del Cusco declarada como Monumento Histórico del Perú. Asimismo, en 1983 al ser parte del casco histórico de la ciudad del Cusco, forma parte de la zona central declarada por la UNESCO como Patrimonio Cultural de la Humanidad. y en el 2014, al formar parte de la red vial del Tawantinsuyo volvió a ser declarada como patrimonio de la humanidad.

#### Libros y publicaciones
- Angles Vargas, Víctor (1983). Historia del Cusco (Cusco Colonial) Tomo II Libro Segundo. Lima: Industrialgráfica S.A.
- Quispe Gonzáles, Evaristo (2015). «Regeneración Urbana, Turismo y Barrios del Centro Histórico del Cusco, Patrimonio Cultural de la Humanidad. Análisis Comparativo 1983-2005». devenir 2 (4): 45-72. Archivado desde el original el 10 de octubre de 2019. Consultado el 3 de octubre de 2019.
- Zúñiga Castañeda, Jorge Luis (Diciembre del 2016). Micro-simulación peatonal y estudios de vida pública en la calle Marqués de la ciudad del Cusco (Licenciatura). Pontificia Universidad Católica del Perú. Consultado el 18 de agosto de 2019.